# Varena (Trentino)
Varena (deutsch veraltet: Warren) ist eine Fraktion der italienischen Gemeinde (comune) Ville di Fiemme in der Provinz Trient, Region Trentino-Südtirol.

## Geografie
Der Ort liegt etwa 36,5 Kilometer nordöstlich von Trient auf der orographisch rechten Talseite des Fleimstals auf 1180 m s.l.m. an den südlichen Ausläufern des Schwarzhorns. 

## Geschichte
Varena war bis 2019 eine eigenständige Gemeinde und schloss sich am 1. Januar 2020 mit den Nachbargemeinden Carano und Daiano zur neuen Gemeinde Ville di Fiemme zusammen.

## Verkehr
Durch den Ort führt die Staatsstraße 620.